# 許淳
許淳（1452年—？年），字文厚，四川成都左護衛官籍，金堂縣人，治《易經》，明朝政治人物。

## 生平
四川鄉試第二名舉人。成化二十三年（1487年）中式丁未科會試第二百十名，二甲第九十八名進士。正德七年至十二年（1512–1517年）任山東布政司左參政。

## 家族
曾祖許榮；祖父許誠；父許琛，母湯氏；繼母沈氏。重庆下。